# Tungawan
Tungawan là một đô thị hạng 3 ở tỉnh Zamboanga Sibugay, Philippines. Theo điều tra dân số năm 2000 của Philipin, đô thị này có dân số 33.194 người trong 6.453 hộ.

## Các đơn vị hành chính
Tungawan được chia thành 25 barangay.
| - Baluran - Batungan - Cayamcam - Datu Tumanggong - Gaycon - Langon - Libertad (Pob.) - Linguisan - Little Margos - Loboc - Looc-labuan - Lower Tungawan - Malungon | - Masao - San Isidro - San Pedro - San Vicente - Santo Niño - Sisay - Taglibas - Tigbanuang - Tigbucay - Tigpalay - Timbabauan - Upper Tungawan |